# Isuzu (Schiff, 1923)
Die Isuzu (japanisch 五十鈴) war ein Leichter Kreuzer der Nagara-Klasse der Kaiserlich Japanischen Marine, der im Zweiten Weltkrieg auf dem pazifischen Kriegsschauplatz eingesetzt wurde. Der Kreuzer wurde am 7. April 1945 von einem U-Boot versenkt. Das Schiff war nach dem Fluss Isuzu in Ise benannt.

## Technik und Modifizierungen
Von Januar bis Mai 1943 entfernte man bei einem Werftaufenthalt in Yokohama die zwei achtern 140-mm-L/50-Geschütze und stellte an ihrer Stelle eine doppelläufige 127-mm-L/40-Typ-89-Flugabwehrkanone auf das Heck. An leichten Flugabwehrwaffen wurden zwei Drillingsmaschinenkanonen 25 mm L/60 Typ 96 zugefügt. Die bereits zuvor verbauten vier 13,2-mm-Typ-93-Maschinengewehre und zwei Zwillingslafetten 25 mm L/60 Typ 96 blieben ebenfalls an Bord. Als erstes Radarsystem des Schiffes wurde ein Type-21-Radar zur Suche nach Luftzielen installiert.
Als das Schiff für Reparaturen 1944 erneut in Yokohama eingedockt wurde, vollzog man den Umbau zum Flugabwehrkreuzer und entfernte die verbliebenen 140-mm-L/50-Geschütze und stellte an ihrer Stelle zwei weitere 127-mm-L/40-Typ-89-Flak auf. Die 13,2-mm-Typ-93-Maschinengewehre und die zwei Typ-96-Zwillingslafetten gingen von Bord. Weitere neun 25-mm-L/60-Typ-96-Drillinge und elf Typ-96-Einzellafetten wurden stattdessen montiert. Das Schiff erhielt ein Typ-13-Radarsystem zur Luftsuche und ein Typ-22-Radar zur Oberflächensuche. Die beiden vorderen Zwillingstorpedorohrsätze wurden entfernt und dort Besatzungsquartiere eingerichtet, zudem kamen zwei 10-Meter-Landungsboote an Bord. Das Flugzeugkatapult und das Aufklärungsflugzeug wurden ebenfalls entfernt. Die verbliebenen Torpedorohre wurden gegen zwei Vierlingsstarter für Typ-93-Torpedos umgerüstet.

## China
Die Isuzu wurde als Teil der Sentai 15 im Herbst 1941 in chinesischen Gewässern eingesetzt. Ihre Aufgabe war, bei Ausbruch der Feindseligkeiten nach dem Angriff auf Pearl Harbor Anfang Dezember 1941 vor der britischen Kronkolonie Hongkong zu kreuzen, um den britischen Nachschub zu unterbrechen. Nachdem die Verteidiger am ersten Weihnachtstag 1941 aufgegeben hatten, blieb Isuzu noch einen Monat als Wachschiff vor Ort.
Im Februar 1942 gehörte die Isuzu zum Geleitschutz der Truppentransporte, die General Yamashitas Truppen bei Singhala, nördlich von Singapur anlandeten. Anschließend kehrte sie nach Hongkong zurück.

## 1942
Nach dem Auflösen der Sentai 15 im April 1942 wurde die Isuzu als Ablösung für ihr Schwesterschiff Nagara für Patrouillen in der Javasee eingesetzt. Ihre Basis war Makassar, von wo aus sie kleinere Landungsunternehmungen unterstützte. Ende Juli 1942 wurde sie nach Ambon verlegt, von wo aus sie bei der Landung japanischer Truppen auf den Tanimbarinseln half. Nach dem Einsatz kehrte sie nach Makassar zurück.
Im September 1942 eskortierte sie Truppentransporte zu den Salomonen, die Soldaten unter anderem am 22. September 1942 auf den Shortland-Inseln absetzten. Anschließend wurde der Kreuzer nach Truk verlegt. Sie eskortierte eine japanische Flotte, die das amerikanische Flugfeld Henderson Field auf Guadalcanal in der Nacht von 13. auf den 14. November 1942 beschoss. Beim Rückmarsch wurde die Flotte von amerikanischen Flugzeugen gestellt und die Isuzu durch zwei Nahtreffer von Fliegerbomben so schwer beschädigt, dass einer ihrer Kesselräume volllief. Nach einer Notreparatur ging das Schiff zur Überholung nach Japan, wo es bis zum 1. Mai 1943 instand gesetzt und umgebaut wurde.

## 1943
Im Juni 1943 transportierte sie Nachschub nach Nauru und ging anschließend wieder nach Truk. Im Oktober transportierte sie Truppen von Shanghai nach Kavieng. Dabei lief sie auf eine Seemine, deren Explosion das Vorschiff beschädigte. Von Truk fuhr sie am 21. November nach Ponape und nahm dort gemeinsam mit der Naka 1500 Soldaten auf. Das eigentliche Ziel sollte das Kwajalein-Atoll sein, es wurde jedoch bereits von den Amerikanern angegriffen, so dass man die Truppen auf Mili absetzte. Die Isuzu beteiligte sich anschließend an den Kämpfen um das Kwajalein-Atoll und wurde am nördlichsten Punkt des Atolls, der Insel Roi, von amerikanischen Flugzeugen angegriffen. Drei Volltreffer von Fliegerbomben töteten 20 Besatzungsmitglieder, beschädigten Ruder- und Waffenanlagen. Die Isuzu verlegte über Truk zurück nach Yokohama, wo sie zum Flugabwehrkreuzer umgebaut wurde.

## 1944
Die Umbauten und Erprobungen hatten sich bis Oktober 1944 hingezogen, so dass die Isuzu mit der Masse der japanischen Flotte an der See- und Luftschlacht im Golf von Leyte teilnahm. Sie gehörte zur Eskorte der Trägerflotte von Admiral Ozawa, deren Aufgabe es war, als Köder den amerikanischen Admiral Halsey dazu zu provozieren, seine Flugzeugträger vom Schutz der Landungsoperation nach Norden abzuziehen, so dass japanische Kriegsschiffe die ungeschützten Transporter mit den US-Truppen würden versenken können. Die Ablenkung gelang, allerdings verlor Ozawa mehrere Träger. Die Isuzu selbst wurde nur leicht beschädigt und war an der Rettung von Überlebenden der untergegangenen japanischen Flugzeugträger beteiligt.
Bei einem Transporteinsatz von Kure nach Brunei wurde sie vom Uboot USS Hake von einem Torpedo am Heck getroffen. Sie konnte sich nach Singapur retten und wurde schließlich von Dezember 1944 bis April 1945 in Surabaya repariert.

## 1945 und Untergang
Nach dem Abschluss der Reparaturen wurde sie der 10. Regionalflotte zugeteilt, zu der alle Verbände im ehemaligen Niederländisch-Indien und im Bereich der Malaiischen Halbinsel gehörten.
Bei einem weiteren Transporteinsatz nahm die Isuzu Truppen in Kupang an Bord und brachte sie nach Sumbawa. Nach dem Absetzen der Truppen in der Bima-Bucht wurde die Isuzu von einem Torpedo der USS Gabilan getroffen. Das Schiff hielt sich aber über Wasser und die Schiffssicherung begann mit Notreparaturen. Etwa zwei Stunden später hatte sich ein zweites Uboot in Position gebracht. Die USS Char traf mit zwei Torpedos, woraufhin die Isuzu auseinanderbrach und drei Minuten später bei 7° 38′ S, 118° 9′ O unterging. 190 Seeleute wurden getötet, 450 konnten gerettet werden.

## Liste der Kommandanten
| Nr. | Name                                            | Beginn der Amtszeit | Ende der Amtszeit  | Bemerkungen                                                         |
| --- | ----------------------------------------------- | ------------------- | ------------------ | ------------------------------------------------------------------- |
| 1.  | Kapitän zur See Ishiwata Takenori               | 15. August 1923     | 20. November 1923  | seit 1. September 1921 mit der Baubelehrung betraut                 |
| 2.  | Fregattenkapitän/Kapitän zur See Hori Teikichi  | 20. November 1923   | 6. März 1924       |                                                                     |
| 3.  | Kapitän zur See Ichimura Hisao                  | 6. März 1924        | 1. Dezember 1924   |                                                                     |
| 4.  | Kapitän zur See Matsuyama Shigeru               | 1. Dezember 1924    | 20. November 1925  |                                                                     |
| 5.  | Kapitän zur See Tamura Shigehiko                | 20. November 1925   | 1. Juli 1926       |                                                                     |
| 6.  | Kapitän zur See Nakahara Ichisuke               | 1. Juli 1926        | 1. Dezember 1926   |                                                                     |
| 7.  | Kapitän zur See Tsuru Yuzo                      | 1. Dezember 1926    | 1. Dezember 1927   |                                                                     |
| 8.  | Kapitän zur See Shizume Shizuka                 | 1. Dezember 1927    | 20. August 1928    |                                                                     |
| 9.  | Kapitän zur See Yamamoto Isoroku                | 20. August 1928     | 10. Dezember 1928  |                                                                     |
| 10. | Kapitän zur See Hani Rokuro                     | 10. Dezember 1928   | 26. September 1929 |                                                                     |
| 11. | Kapitän zur See Ikenaka Kenichi                 | 26. September 1929  | 27. November 1929  |                                                                     |
| 12. | Kapitän zur See Takasu Shirō                    | 27. November 1929   | 1. Dezember 1930   |                                                                     |
| 13. | Kapitän zur See Goto Terumichi                  | 1. Dezember 1930    | 14. September 1931 |                                                                     |
| -   | Kapitän zur See Horie Rokuro                    | 14. September 1931  | 14. November 1931  | Kommandant der Kitakami, mit der Wahrnehmung der Geschäfte betraut  |
| 14. | Fregattenkapitän/Kapitän zur See Aihara Aritaka | 14. November 1931   | 16. Februar 1932   |                                                                     |
| -   | Kapitän zur See Masaki Katsuji                  | 16. Februar 1932    | 20. Juni 1932      | Kommandant der Yamashiro, mit der Wahrnehmung der Geschäfte betraut |
| 15. | Fregattenkapitän/Kapitän zur See Yamada Seizo   | 20. Juni 1932       | 15. November 1932  |                                                                     |
| 16. | Kapitän zur See Yamaguchi Minoru                | 15. November 1932   | 15. November 1933  |                                                                     |
| 17. | Kapitän zur See Yamada Mitsuru                  | 15. November 1933   | 15. November 1934  |                                                                     |
| 18. | Kapitän zur See Makita Kakusaburo               | 15. November 1934   | 15. November 1935  |                                                                     |
| 19. | Kapitän zur See Chiba Keizo                     | 15. November 1935   | 7. Januar 1936     |                                                                     |
| -   | Kapitän zur See Hara Kenzaburo                  | 7. Januar 1936      | 25. April 1936     | Kommandant der Takao, mit der Wahrnehmung der Geschäfte betraut     |
| 20. | Kapitän zur See Matsunaga Sadaichi              | 25. April 1936      | 1. Dezember 1936   |                                                                     |
| 21. | Kapitän zur See Yamaguchi Tamon                 | 1. Dezember 1936    | 1. Dezember 1937   |                                                                     |
| 22. | Kapitän zur See Nakamura Motoji                 | 1. Dezember 1937    | 20. November 1938  |                                                                     |
| 23. | Kapitän zur See Hashimoto Aiji                  | 20. November 1938   | 15. November 1939  |                                                                     |
| 24. | Kapitän zur See Tsuruoka Nobumichi              | 15. November 1939   | 1. September 1941  |                                                                     |
| 25. | Kapitän zur See Ura Koichi                      | 1. September 1941   | 30. Januar 1943    |                                                                     |
| 26. | Kapitän zur See Shinoda Kiyohiko                | 30. Januar 1943     | 20. Juni 1944      |                                                                     |
| 27. | Kapitän zur See Matsuda Gengo                   | 20. Juni 1944       | 7. April 1945      |                                                                     |